# Tourbière d'Auzoux-Auchaise
La tourbière d'Auzoux-Auchaise est située dans la commune de Royère-de-Vassivière dans le département de la Creuse et la région Nouvelle-Aquitaine. 

## Géographie
La tourbière d'Auzoux-Auchaise est située à proximité du lac de Vassivière. Elle se développe sur une superficie de 45 hectares

## Richesse écologique
La tourbière d'Auzoux-Auchaise fait partie d'une ZNIEFF [Laquelle ?] compte tenu de sa richesse écologique. 

### Flore

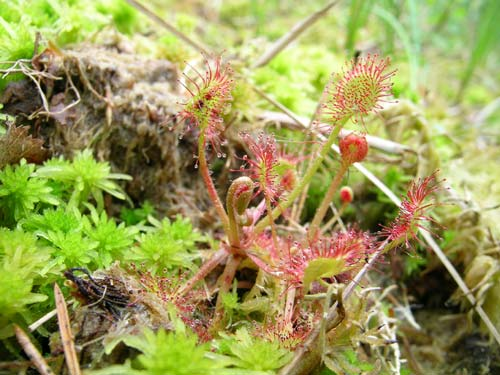
Drosera à feuilles rondes

La linaigrette, le flûteau nageant (plante aquatique en régression en France), la droséra à feuilles rondes qui est une  plante carnivore.

## Pour approfondir